# Kandalaksja
Kandalaksja (russisk: Кандалакша; finsk: Kantalahti, også Kandalax eller Candalax på ældre kort, karelsk: Kannanlakši, skoltesamisk: Käddluhtt) er en by i Murmansk oblast i det nordvestlige Rusland på 39.244 indbyggere (2005). Byen ligger på Kolahalvøen, inderst i Kandalaksjabugten ved Hvidehavet nord for polarcirklen og ca. 277 km fra Murmansk.

## Historie
Beboelse på området har eksisteret siden det 11. århundrede. I det 13. århundrede blev den en del af republikken Novgorod, sammen med den sydlige del af Kolahalvøen, og i 1478 blev den annekteret af Rusland.
I 1915 påbegyndtes konstruktionen af en havn, og i 1918 blev jernbanen mellem Moskva og Murmansk, som stopper i byen, åbnet.

## Befolkning
| 1897 | 1926  | 1956   | 1959   | 1970   | 1979   | 1989   | 1996   | 2000   | 2002   | 2005   |
| ---- | ----- | ------ | ------ | ------ | ------ | ------ | ------ | ------ | ------ | ------ |
| 400  | 6.610 | 33.000 | 37.100 | 42.700 | 45.400 | 54.100 | 48.500 | 46.000 | 40.564 | 39.244 |